# Максимова, Ирина Михайловна
Ирина Михайловна Максимова (24 мая 1919 — 1991) — советская театральная актриса, балерина. Заслуженная артистка Якутской АССР (1952). Солистка Якутского театра (1937—1956).

## Биография
Ирина Максимова родилась 22 мая 1919 года в селе Баяга, I-го Игидейского наслега Таттинского улуса. Её отец Михаил Иннокентьевич Максимов из рода Кёнёёкёвых был плотником; мама Февронья Семеновна Попова из рода Поповых была мастерица. В возрасте десяти лет Ирина вместе с семьёй переехала в Якутск. Поселились в доме напротив Соляной лавки, отец стал строить дома Старого города, а мать трудоустроилась в булочную.
Афанасий и Николай старшие братья получили образование и стали работать художниками в Якутском театре. Ирина с раннего возраста также постоянно находилась в театре, занималась в балетной студии, став одной из первых якутских солисток балета. С 1936 по 1944 годы она выступала на сцене, став одной из основоположниц якутского балета.
С 1944 года являлась актрисой драматической труппы. Её талант в 1946 году проявился в роли Нюргуhун в лирической драме Тимофея Сметанина «Лоокут и Нюргуhун». После этого последовали и другие роли в постановках якутских, советских авторов, зарубежных и русских классиков — Шекспира, Шиллера, А. Н. Островского и других. Наиболее примечательными стали роли — Дездемоны в «Отелло», Луизы в драме Шиллера «Коварство и любовь».
С 1951 по 1954 годы Ирина Михайловна была депутатом, членом Президиума Верховного Совета Якутской АССР. В 1956 году, когда депутатские полномочия завершились, была выставлена из театра. Для неё и её семьи началась тёмная полоса жизни. С 1956 по 1958 годы проживала за Полярным кругом в поселке Быков Мыс, где трудилась в столовой.
В 1959 году один из сотрудников Министерства культуры Якутской АССР вспомнил о заслугах и таланте Максимовой и помог ей с мужем-актёром Р. С. Никифоровым устроиться в родном Таттинском улусе в народном театре. Их деятельность была оценена на всех конкурсных турах 1961 года I Всероссийского смотра народных театров. Итогом стала постановка «Лоокут и Нюргуhун» на якутском языке на сцене Кремлёвского театра.
В 1962 году Ирина Максимова вернулась в Якутский театр.
Умерла в Якутске в 1991 году.

## Награды
- Заслуженная артистка Якутской АССР (1952).